# 乳头凤丫蕨
乳头凤丫蕨（学名：Coniogramme rosthornii）为裸子蕨科凤丫蕨属下的一个种。